# Giovanni Pugliese
Giovanni Pugliese (* 11. November 1914 in Turin; † 28. März 1995 in Mailand) war ein italienischer Rechtswissenschaftler, Rechtshistoriker und Hochschullehrer.

## Leben und Wirken
Pugliese beendete sein juristisches Studium 1935 mit einer tesi di laurea zum Römischen Zivilrecht. Es folgte an der Universität Rom ein Vertiefungsstudium bis 1938, währenddessen er seine Promotion und seine Habilitation unter Betreuung von Emilio Albertario und Pietro De Francisci abschloss. Daraufhin vertrat er bis 1940 einen Lehrstuhl an der Universität Sassari. Ab 1940 war er zunächst außerordentlicher, später ordentlicher Professor an der Universität Macerata, ab 1941 an der Universität Triest. 1947 wechselte er für ein Jahr an die Universität Genua, bevor er 1948 einen Lehrstuhl an der Universität Mailand antrat. Im Jahr 1960 nahm er einen Ruf der Universität Rom an, wo er bis zu seiner Emeritierung einen Lehrstuhl für Römisches Recht bekleidete. An allen seinen Lehrstationen lehrte und forschte er vor allem zum Römischen Recht, aber auch zum geltenden italienischen Zivil- und Zivilprozessrecht. Zudem war Pugliese Gastprofessor an den Universitäten Padua, Istanbul und der Louisiana State University. Pugliese war Mitglied in den Akademien der Wissenschaften von Rom, Turin, Modena und Mailand und Ehrendoktor der juristischen Fakultäten der Universitäten Bordeaux und Göttingen. 1989 erhielt er als erster Rechtshistoriker den Humboldt-Forschungspreis der Alexander von Humboldt-Stiftung.
Pugliese beschäftigte sich in seinem umfassenden, knapp 3000 Druckseiten umfassenden Werk vor allem mit dem Römischen Recht, aber auch mit dem modernen italienischen Recht. Bei beiden Gebieten liegt der Schwerpunkt wiederum auf dem Prozessrecht. Es liegen Beiträge zu beinahe jedem Bereich des Römischen Rechts vor. Hervorzuheben sind vor allem Aufsätze in Fachzeitschriften und Sammelwerken zum favor libertatis, zu Verkauf und Übereignung sowie zu den actiones.

## Werke (Auswahl)
- La simulazione nei negozi iuridici. Cedam, Padua 1938 (Dissertation).
- Actio e diritto subiettivo. Universitätsverlag, Rom 1939 (Habilitationsschrift).
- Appunti sui limiti dell’imperium nella repressione penale. Universitätsverlag, Turin 1939.
- Studi sull’iniuria I. Universitätsverlag, Rom 1941.
- mit Francesco Sitzia und Letizia Vacca: Istitzioni di diritto romano. 2. Auflage. Giappichelli, Turin 1990, ISBN 978-88-348-2854-0.